# 藤下高士
藤下 高士（ふじもと たかし、1949年 - ）は、日本の構造設計家。

## 来歴
岡山県に生まれる。父は猟師で、母から郷里を出て好きなことに挑戦することを勧められ、静岡県の工業高校に進学した。高校卒業後は就職するつもりだったが、高校で学んだ構造力学に惹かれて大学に進む。
1972年、日本大学理工学部建築学科を卒業し、鈴木建築設計事務所に入社した。
1977年、藤下高士建築設計事務所を設立した
主な作品にIDEE　ROOMS UEHARA など。